# وقت فراغ

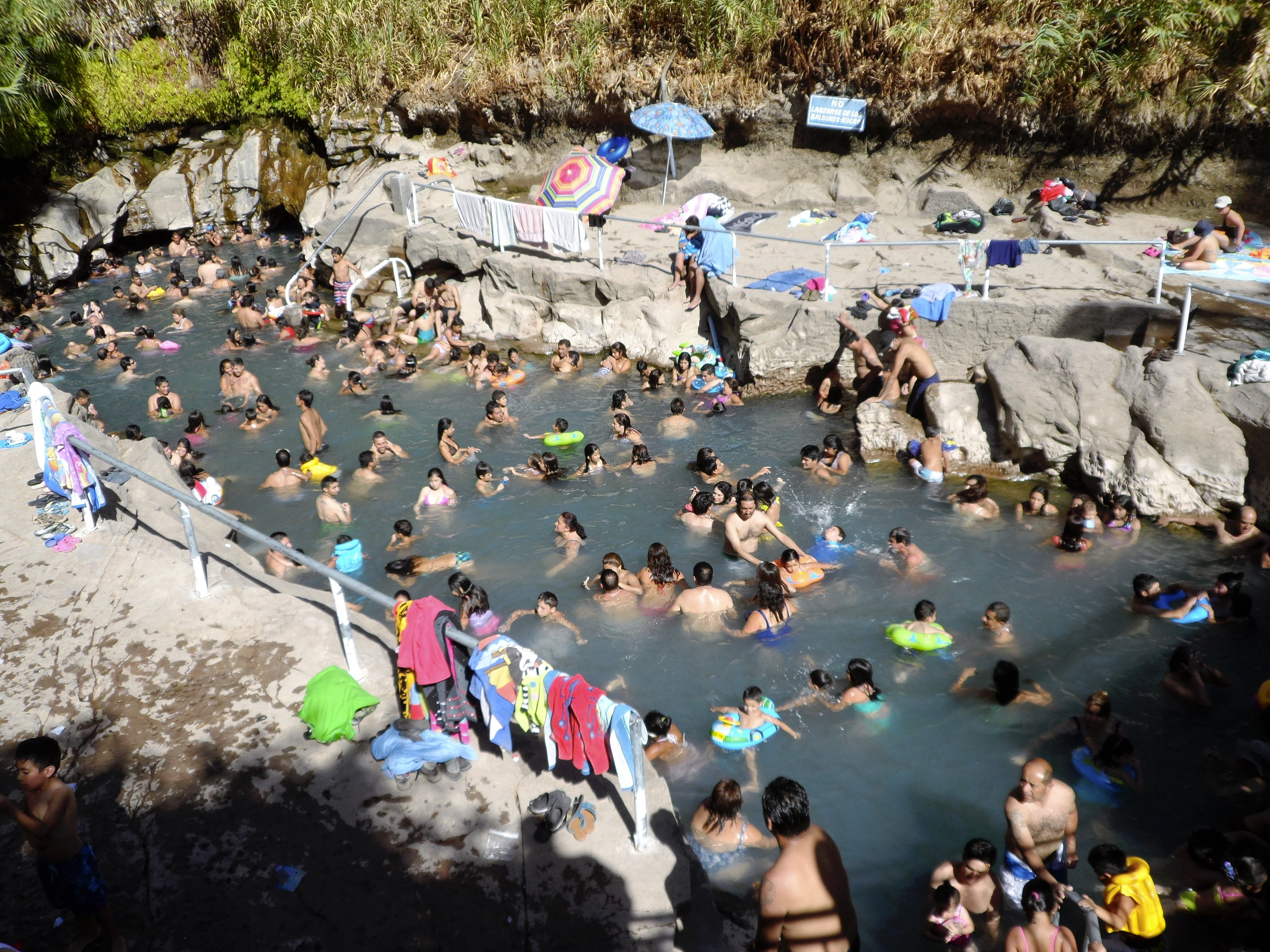
السباحة في واحة في وقت الفراغ.

يعرف وقت الفراغ بأنه نوعية من الخبرة أو على أنه وقت حر. وقت الفراغ هو الوقت الذي تقضيه بعيدًا عن أداء المهام، والعمل، والبحث عن العمل، والأعمال المنزلية، والتعليم، فضلاً عن الأنشطة الضرورية، مثل الأكل والنوم. يؤكد وقت الفراغ عادةً على أنه تجربة لإدراك أبعاد الحرية والاختيار. تعمل به (لذاتك)، للخبرة والمشاركة.  تتضمن التعريفات الكلاسيكية الأخرى كتاب ثورستين فبلين (1899) عن (الاستهلاك غير المنتج للوقت)  ليس من السهل تحديد وقت الفراغ بسبب تعدد الأساليب المستخدمة لتحديد جوهره.  وفقًا لـ ماستر ثاناسيس ك، وكلاداكي ، يمكن التمييز بين نوعين من تعريفات وقت الفراغ: الكمي والنوعي. تعد التعريفات الكمية وقت الفراغ بأنه الوقت المتبقي من وقت العمل.   التخصصات المختلفة لها تعريفات تعكس قضاياها المشتركة، مثلًا، علم الاجتماع يعتمد على القوى الاجتماعية وسياق الكلام وعلى علم النفس مثل الحالات، والظروف العقلية، والعاطفية. من منظور البحث العلمي، تتمتع هذه الأساليب بميزة كونها قابلة للقياس الكمي وقابلة للمقارنة بمرور الوقت والمكان. الدراسات الترفيهية وعلم اجتماع أوقات الفراغ هي التخصصات الأكاديمية المعنية بدراسة وتحليل أوقات الفراغ. تختلف التسلية عن وقت الفراغ من ناحية أنها نشاط هادف يتضمن تجربة أنشطة في أوقات الفراغ. يعد الاقتصاديون أن أوقات الفراغ ذات قيمة بالنسبة للشخص مثل الأجور التي يمكن أن يكسبها في الوقت نفسه الذي يقضيه في النشاط، إذا لم يكن الأمر كذلك، لكان الناس قد عملوا بدلًا من قضاء وقت الفراغ. ومع ذلك، فإن التمييز بين الأنشطة في وقت الفراغ، والأنشطة التي لا مفر منها ليس محددًا بنحو صارم، مثلًا، يقوم الأشخاص أحيانًا بمهام موجهة نحو العمل من أجل المتعة وكذلك للمنفعة طويلة المدى. وهنالك مفهوم ذو صلة هو وقت الفراغ الاجتماعي، والذي يتضمن أنشطة وقت الفراغ في الأوساط الاجتماعية، مثل الأنشطة اللامنهجية، مثلًا الأندية الرياضية. مفهوم آخر ذو صلة هو مفهوم الترفيه العائلي. عادة، تكون العلاقات مع الآخرين عاملًا رئيسيًا في كل من الرضا والاختيار. تحقق مفهوم الترفيه بوصفه حقًا من حقوق الإنسان في المادة 24 من الإعلان العالمي لحقوق الإنسان.

## اهميته
اهمية العمل والدراسة في حياتنا، إلا أن أخذ قسط من الراحة في كل فترة من الأمور المهمة التي تساعد في تحسين نوعية الحياة، وتقدم العديد من الفوائد منها:
- الراحة الجسدية والنفسية: فالانشغال الدائم بالأعمال والواجبات على اختلاف أنواعها يسبب الكثير من المتاعب الجسدية والنفسية، فمثلاً يمكن أن نصاب بالتوتر والقلق، أو يمكن أن تسبب أنواع معينة من الأعمال حدوث آلام ومتاعب جسدية مع تكرارها على المدى الطويل، كقلة النوم أو انسداد الشهية
- الشعور بالسعادة وتقليل الاكتئاب: من خلال القيام بعدة نشاطات مفضلة بالنسبة إلينا التي تجلب لنا السعادة،
- تحسين الصحة العقلية: لان دماغ الإنسان كجسده يحتاج للراحة في كل فترة، وتوفر وقت فراغ مليء بأنشطة سهلة ممتعة تحسن صحة جسدنا بشكل عام بما في ذلك صحتنا العقلية وتساعد على الوقاية من العديد من الأمراض التي يمكن أن يسببها الإجهاد كمرض السكري أو سوء التغذية وغيرها.
- استعادة النشاط واكتساب طاقة وحيوية: فالمرور بفترات طويلة ومستمرة من العمل تسبب حالة من الملل والفتور التي تنتهي بالتكاسل عن العمل وعدم القدرة على إنجازه بسرعة ونشاط، لذا فإن أخذ فواصل راحة بين الأعمال يساعد في التخلص من حالات الجمود والملل واكتساب طاقة وحيوية تسهم في الرجوع إلى العمل براحة.

## أوقات الفراغ العائلية
يُعرف وقت الفراغ العائلي بأنه الوقت الذي يقضيه الآباء، والأطفال معًا في أوقات الفراغ أو الأنشطة الترفيهية،  ويمكن توسيعه لمعالجة أوقات الفراغ العائلية بين الأجيال مثل الوقت الذي يقضيه الأجداد، والآباء، والأحفاد معًا في أوقات الفراغ أو الأنشطة الترفيهية. يمكن أن يصبح الترفيه مكانًا مركزيًا لتنمية التقارب العاطفي والروابط الأسرية القوية. عناوين مثل المناطق الريفية تشكل وجهات نظر، ومعاني، وتجارب الترفيه العائلي. مثلًا، تعد لحظات الفراغ جزءًا من العمل في المناطق الريفية، وتفعل الأجواء الريفية الساحرة من قبل العائلات الحضرية في عطلات نهاية الأسبوع، ولكن كل من العائلات الحضرية والريفية تضفي طابعًا رومانسيًا على الأجواء الريفية على أنها مساحات مثالية لتكوين الأسرة (الاتصال بالطبيعة، مكان ترابط أبطأ أو أسرع، وفكرة النسيج الاجتماعي المهتم، والهدوء، وما إلى ذلك...). كذلك، فإن الكثير من (أوقات الفراغ العائلية) تتطلب مهامًا تكلف بها النساء غالبًا. يشمل الترفيه العائلي أيضًا اللعب مع أفراد العائلة في يوم عطلة نهاية الأسبوع.

## الشيخوخة
وقت الفراغ مهم طوال العمر، ويسهل الشعور بالسيطرة وتقدير الذات. يعد وقت فراغ الأطفال جزءًا مهمًا من حياتهم اليومية، ويشكل عاملًا مهمًا في التنشئة الاجتماعية وتنمية المهارات وتشكيل الهويات الشخصية. يمكن للبالغين الأكبر سنًا، على وجه التحديد، الاستفادة من الجوانب الجسدية والاجتماعية والعاطفية والثقافية والروحية لقضاء وقت الفراغ. عادةً، تكون المشاركة والعلاقات في أوقات الفراغ أساسية للنجاح وإرضاء الشيخوخة مثلًا، يمكن أن يؤدي الانخراط في أوقات الفراغ مع الأحفاد إلى تعزيز مشاعر الإبداع، إذ يمكن للبالغين الأكبر سنًا تحقيق الرفاهية من طريق ترك إرث يتجاوز أنفسهم للأجيال القادمة.

## حكمالإسلامفي وقت الفراغ
يحث الإسلام على إستغلال وقت الفراغ حيث قال رسول الله صلى الله عليه وسلم:
«اغتنم خمساً قبل خمس: حياتك قبل موتك، وصحتك قبل سقمك، وفراغك قبل شغلك، وشبابك قبل هرمك، و غناك قبل فقرك» – حديث مرسل صححه الألباني في صحيح الجامع. وأخبرنا يوسف بن أبي نصر وعبد الله بن قوام وطائفة سمعوا الحسين بن أبي بكر قال أخبرنا أبو الوقت حدثنا أبو الحسن المظفري أخبرنا ابن حمويه أخبرنا محمد بن يوسف حدثنا البخاري حدثنا مكي بن إبراهيم حدثنا عبد الله بن سعيد بن أبي هند عن أبيه عن ابن عباس قال: قال النبي صلى الله عليه وسلم «نعمتان مغبون فيهما كثير من الناس الصحة والفراغ»

## الاختلافات الثقافية
يختلف الوقت المتاح لوقت الفراغ من مجتمع إلى آخر، على الرغم من أن علماء الأنثروبولوجيا قد وجدوا أن الصيادين-جامعي الثمار يميلون إلى قضاء وقت فراغ أطول بكثير من الناس في المجتمعات الأكثر تعقيدًا. نتيجة لذلك، ظهرت مجتمعات الفرق الموسيقية مثل شوشون الحوض العظيم على أنها كسولة بشكل غير عادي بالنسبة للمستعمرين الأوروبيين.

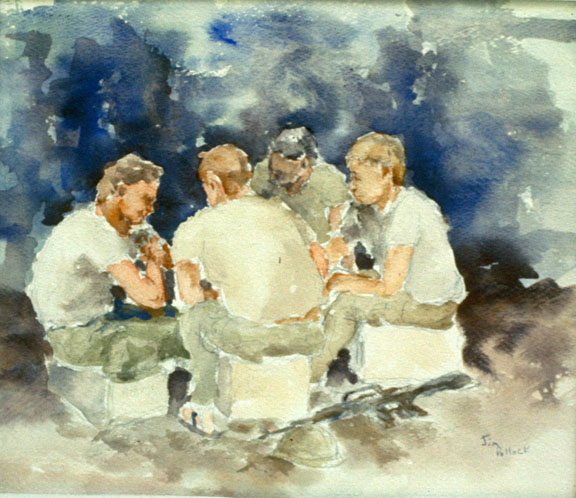
لعبة بطاقات جي آي، ألوان مائية من تأليف جيمس بولوك، فريق الفنانين القتاليين في فيتنام بالجيش الأمريكي الرابع (CAT IV 1967). خلال حرب فيتنام، كان الجنود الذين ينتظرون الذهاب في دورية يقضون أوقات فراغهم في لعب الورق.

مدمنو العمل، أقل شيوعًا من الأساطير الاجتماعية، هم أولئك الذين يعملون بشكل قهري على حساب الأنشطة الأخرى. إنهم يفضلون العمل بدلاً من قضاء الوقت في التنشئة الاجتماعية والانخراط في أنشطة ترفيهية أخرى.
إحصائيًا، يتمتع الرجال الأوروبيون والأمريكيون بوقت فراغ أطول من النساء، بسبب مسؤوليات الأسرة والأبوة على حد سواء وزيادة المشاركة في العمل بأجر. في أوروبا والولايات المتحدة، عادة ما يقضي الرجال البالغين ما بين ساعة وتسع ساعات من وقت الفراغ أكثر من النساء كل أسبوع.

## انواعه
تمتد مجموعة الأنشطة الترفيهية من الأنشطة غير الرسمية وغير الرسمية إلى الأنشطة عالية التنظيم والتي تدوم طويلاً. مجموعة فرعية كبيرة من الأنشطة الترفيهية هي الهوايات التي يتم ممارستها من أجل الرضا الشخصي، عادة على أساس منتظم، وغالبًا ما تؤدي إلى الرضا من خلال تنمية المهارات أو الإنجاز المعترف به، وأحيانًا في شكل منتج. قائمة الهوايات تتغير باستمرار مع تغير المجتمع.
وصف عالم الاجتماع روبرت ستيبينز (Robert Stebbins) الهوايات والسعي الجوهري والمُشبع بالترفيه الجاد. يعتبر منظور الترفيه الجاد طريقة لعرض مجموعة واسعة من الأنشطة الترفيهية في ثلاث فئات رئيسية:
1. الترفيه غير الرسمي
2. الترفيه الجاد
3. الترفيه القائم على المشروع.

### الترفيه الجاد
«الترفيه الجاد هو السعي المنهجي للهواة أو الهواة أو المتطوعين ... وهذا أمر جوهري للغاية ومثير للاهتمام ومرضي وحيث ... يجد المشاركون مهنة انه ترفيه ...». على سبيل المثال، جمع الطوابع أو صيانة منطقة الأراضي الرطبة العامة.
يمكن تصنيف الأشخاص الذين يمارسون أوقات الفراغ الجادة على أنهم هواة أو متطوعون أو هوابة. وتتميز مشاركتهم عن أوقات الفراغ العارضة بمستوى عالٍ من المثابرة والجهد والمعرفة والتدريب المطلوبة والفوائد الدائمة والشعور بأنه يمكن للمرء أن يخلق فعليًا مهنة ترفيهية من خلال هذا النشاط.
يتزايد نطاق الأنشطة الترفيهية الجادة بسرعة في العصر الحديث  حيث تتمتع المجتمعات المتقدمة بوقت فراغ أكبر وطول العمر والازدهار. توفر الإنترنت دعمًا متزايدًا للهواة والهواة للتواصل وعرض المنتجات ومشاركتها.

#### القراءة
مع توسع معرفة القراءة والكتابة ووقت الفراغ بعد عام 1900، أصبحت القراءة هواية شائعة. تضاعفت الإضافات الجديدة لأدب الكبار خلال عشرينيات القرن الماضي، لتصل إلى 2800 كتاب جديد سنويًا بحلول عام 1935. ضاعفت المكتبات مخزونها ثلاث مرات، وشهدت طلبًا كبيرًا على الروايات الجديدة. كان الابتكار الدرامي هو الكتاب الورقي غير المكلف الذي ابتكره ألين لين (1902-1970) في دار بنجوين للنشر في عام 1935. تضمنت العناوين الأولى روايات لإرنست همنغواي وأجاثا كريستي. تم بيعها رخيصة (عادة ستة بنسات) في مجموعة متنوعة من المتاجر الرخيصة مثل وولورث. استهدف دار بنجوين للنشر جمهورًا متعلمًا من الطبقة الوسطى من «الطبقة الوسطى». لقد تجنبت الصورة ذات الحجم الصغير للأغلفة الورقية الأمريكية. يشير الخط إلى التحسين الذاتي الثقافي والتعليم السياسي. تم توزيع عروض دار بنجوين للنشرالخاصة الأكثر إثارة للجدل، والتي عادة ما تكون ذات توجه يساري لقراء حزب العمال، على نطاق واسع خلال الحرب العالمية الثانية. إلا أن سنوات الحرب تسببت في نقص العاملين في دور النشر ودور الكتب، ونقص حاد في الورق المقنن، تفاقم بسبب الغارة الجوية على ساحة باتيرنوستر في عام 1940 والتي أحرقت 5 ملايين كتاب في المستودعات.
كان الخيال الرومانسي شائعًا بشكل خاص، وكان ميلز وبون الناشرين الرائدين في هذه المجال. تم تجسيد اللقاءات الرومانسية في مبدأ النقاء الجنسي الذي أظهر ليس فقط المحافظة الاجتماعية، ولكن أيضًا كيف يمكن للبطلات التحكم في استقلاليتهم الشخصية. أصبحت مجلات المغامرات شائعة جدًا، خاصة تلك التي دي سي طومسون؛ أرسل الناشر مراقبين في جميع أنحاء البلاد للتحدث إلى الأولاد ومعرفة ما يريدون القراءة عنه. كان خط القصة في المجلات والسينما الأكثر جذبًا للأولاد هو البطولة الساحرة للجنود البريطانيين الذين خاضوا حروبًا كان يُنظر إليها على أنها مثيرة وعادلة. فيما يتعلق بالقراءة كترفيه، انظر روبرت ستيبينز، «القارئ الملتزم: القراءة من أجل المنفعة والمتعة والوفاء في القرن الحادي والعشرين.» مطبعة الفزاعة، 2013.

### الترفيه غير الرسمي
«الترفيه غير الرسمي هو على الفور مجزي بشكل جوهري؛ وهو نشاط ممتع قصير العمر نسبيًا يتطلب القليل من التدريب الخاص أو لا يحتاج إلى تدريب خاص للاستمتاع به.»  على سبيل المثال، مشاهدة التلفزيون أو الذهاب للسباحة.

### المشروع القائم على وقت الفراغ
"وقت الفراغ المعزز لعمل مشروع قصير المدى ومعقد إلى حد ما، إما لقطة واحدة أو عرضية، على الرغم من ندرة حدوثها، وهي مهمة إبداعية يتم تنفيذها في وقت الفراغ.". على سبيل المثال، العمل على مقالة ويكيبيديا واحدة أو بناء شيء مميز في الحديقة المنزلية.

## استغلال وقت الفراغ
يختلف استغلال وقت الفراغ بحسب العرق والنوع الاجتماعي والجنس والوضع المالي والاجتماعي وايضا الوضع النفسي لكل فرد، ولكن هناك دوما أساليب متعددة لقضاء وقت الفراغ بما ينفع بحسب كافة المتغيرات التي يمكن أن تمر بها.
استغلال وقت الفراغ بأعمال مفيدة
- إنجاز المهام المتراكمة: يتيح لنا وجود وقت فراغ الإمكانية لتنظيم تلك المهام المتراكمة والمؤجلة وإنجازها واحدة تلو الأخرى.
- قراءة الكتب
- ممارسة التمارين الرياضية
- تعلم اللغات أو تطويرها: فاللغات تعد من أهم معايير الحصول على مرتبة وظيفية مهمة بالإضافة إلى تطوير المهارات الدراسية ومهارات التواصل
- تطوير المواهب وتعزيز الاهتمامات: لا تقل أهمية الموهبة أو الاهتمام والشغف الذي يملكه كل شخص عن أهمية الدراسة والعمل، حيث تعد جميعها سبل مهمة لبناء الشخصية وتطوير المهارات من خلال إتاحة الفرصة للتعبير عن الذات والإبداع في مختلف المجالات
- ممارسة هواية جديدة: التجديد والتجربة دائماً يجلبان المتعة، وقد يسبب تكرار نفس الهوايات أو الممارسات التي نلجأ إليها للترفيه إلى الشعور بالضجر والملل وربما عدم الرغبة بالقيام بها مرة أخرى، لذا فإن تجربة هوايات وممارسات جديدة هو أسلوب للخروج عن المألوف في حياتنا والتخلص من الملل والجمود بعيداً عن نطاق روتين العمل والدراسة،
- وضع مخططات: الانشغال الكثير في الأعمال يمكن أن يؤدي لحدوث فوضى في حياتنا وفي منزلنا وعملنا وكل مكان من حولنا، خصوصاً عند ممارسة عدة مهام في وقت واحد كالدراسة والعمل وتربية الأبناء والاهتمام بالمنزل

استغلال وقت الفراغ بأعمال مسلية
- مشاهدة الأفلام سواء في المنزل أو في السينما أو مشاهدة التلفاز.
- الخروج مع الأصدقاء وقضاء الوقت معهم والقيام بأنشطة مشتركة.
- قضاء الوقت بالتسوق.
- زيارة بعض الأماكن السياحية الموجودة بالقرب من مكان السكن.
- ممارسة بعض الأنشطة المسلية سواء كانت رياضية كالسباحة

استغلال وقت الفراغ في المنزل
- القيام بأنشطة مسلية: يمكن القيام بعدة أمور مسلية في المنزل كمشاهدة التلفاز والأفلام، أو التواصل مع الأصدقاء والمقربين، أو قراءة الكتب، وممارسة بعض التمارين الرياضية في المنزل.
- إنجاز الأعمال المنزلية: يحتاج المنزل إلى إعادة التنظيم في كل فترة، ويمكن عند امتلاك فراغ غير مخطط له أن نستغله في إنجاز بعض الترتيبات والأعمال التي يحتاجها المنزل، مثل ترتيب خزائن الثياب أو خزائن المطبخ وإعادة تنظيمها، أو يمكن تفقد أغراض المنزل للتأكيد من وجود ما يحتاج للتصليح، ويمكن القيام بأشياء أكثر متعة كتغير الديكورات في المنزل أو التسوق لجلب أغراض جديدة نحتاجها للاستعمال أو لتزيين المنزل وتجديد ديكوره.
- قضاء وقت مع العائلة أو الأصدقاء في المنزل
- الاسترخاء والتأمل: تساعد ممارسة الاسترخاء في التخلص من ضغوطات الحياة والأعمال ومتاعبها، بالإضافة إلى أنه يخفف التوتر والإجهاد النفسي والجسدي ويساعد في استعادة الطاقات والقدرة على التركيز،
- تعلم الطبخ: الطبخ مهارة ممتعة ومفيدة أيضاً، وخصوصاً للأشخاص الذين يعيشون بمفردهم.

استغلال وقت الفراغ عند الفتيات
استغلال وقت الفراغ عند الأطفال
- قراءة القصص: والتي يجب أن تكون قصص سهلة تساعد الطفل في تعلم مهارات القراءة
- ممارسة الأنشطة الرياضية المختلفة: كالسباحة أو الركض أو كرة القدم، جميع أنواع الأنشطة الرياضية مفيدة للأطفال بحسب عمر الطفل وجنسه
- ألعاب الذكاء: يستمتع الأطفال جداً بهذا النوع من الألعاب بالإضافة إلى أنهم يتعلمون منها الكثير من التقنيات والمهارات التي تسهم في تطوير قدراتهم الذهنية واكتساب القدرة على حل المشكلات.
- تعلم المهارات الموسيقية: كتعلم العزف الذي يتيح المجال للطفل لتطوير مجموعة واسعة من المهارات واكتساب مواهب مميزة
- التنزه خارج المنزل: كالحدائق أو الحقول أو على الشواطئ إن أمكن.
- تعلم الرسم: الرسم نشاط مثالي لتنمية الإبداع عند الأطفال وإتاحة المجال للتعبير عن أفكارهم ومواهبهم
- قضاء الوقت مع الأصدقاء: الأطفال يتعلمون من بعضهم الكثير، ومن أهم الخطوات لتطوير مهارات الطفل الاجتماعية هي قضاء الوقت مع الأطفال من نفس العمر وتكوين الصداقات معهم.
- قضاء الوقت مع الأسرة: لان الأسرة أهم عنصر في حياة الطفل